# Priyanka Pripri
Priyanka Bhanushali (nacida el 7 de enero de 1993, Mumbai), conocida bajo su nombre artístico como Priyanka Pripri, es una cantante y compositora india.

## Boografía
Nació en Mumbai, India, el 7 de enero de 1993, luego Priyanka se trasladó con su familia a Australia instalándose en Sídney en el 2004.  Empezó a dedicarse a la música a la edad de seis años, aprendió a tocar una guitarra para zurdos hecho para su tamaño, también aprendió a tocar el teclado. Ella comenzó a cantar a la edad de catorce años y participó en un programa de música y sonido de Ingeniería, en el Instituto Australiano de Música. 

## Carrera
Priyanka ha escrito e interpretado temas musicales para largometrajes producidos fuera del Bollywood en la India. También ha grabado un álbum de diez pista musicales de género pop al estilo occidental, en la que fueron grabados en el "301 Studios". Además ha publicado varios vídeos musicales en línea de la música al estilo de Bollywood . Estos también han sido difundidos por las redes televisivas como "Vevo" y "MTV".  Lanzó su primer álbum en el 2012 a la edad de 19 años y trabajó con Aadesh Shrivastava. En el 2014 actuó para el Festival Parramasala en Sídney, Australia, que contaron con unos 40.000 asistentes.
Su primer single titulado fue "Sai Saiyan Mere", se posesionó en el Top 6 en la "Radio 360".